# 钱伯煊
钱伯煊（1896年—1986年）。男，江苏苏州人，中国中医妇科专家，中国农工民主党中央委员会原常务委员，第三届全国人大代表，第五、六届全国政协委员。

## 其他
- 中國中醫
- 中醫婦科
- 蒲辅周
- 施今墨
- 承澹庵
- 西苑醫院